# ザ・ホスト 美しき侵略者
『ザ・ホスト 美しき侵略者』（ザ・ホスト うつくしきしんりゃくしゃ、The Host）は、2013年のアメリカ合衆国のSF恋愛映画。ステファニー・メイヤーのSF恋愛小説『ザ・ホスト』を原作としている。

## ストーリー
人類はソウルと呼ばれる宇宙から飛来した侵略者に肉体を乗っ取られ、絶滅寸前だった。知的生命体の脳に寄生するソウルに対し、わずかに生き残った人類はレジスタンスとなって反攻の機会をうかがっていた。レジスタンスの少女、メラニーは奮闘むなしくシーカー(捜索者)と呼ばれる開拓地先の先住民狩りに従事するソウルに追い詰められ、仲間の身を守るために高所から身を投げて死を選んだ。しかしソウルによる治療によりメラニーの身体は再生させられる。肉体に残る記憶を引き出し、レジスタンス達の情報を得るためにワンダラー（彷徨する者）という名のソウルがメラニーの肉体に寄生した。ところが強い意志の持ち主であったメラニーの精神はワンダラーに寄生されたにもかかわらず消滅しなかった。メラニーの肉体はワンダラーとメラニーという2つの魂を宿らせることとなった。一方、千年の長きに渡り宇宙を放浪してきたワンダラーも、他のソウルとは異なっていた。他のソウルたちと同じで平穏を愛し暴力を嫌い、他のソウル達を全て愛していたがソウルの社会には自分の居場所を見つけられずにいた。肉親や恋人を思うメラニーの強い意思に打たれ、またそれに迎合したワンダラーは、ソウルの社会を離れメラニーの仲間の元へ向かうことを選んだ。しかしメラニーやワンダラーの気持ちとは裏腹に、レジスタンスの居住区で待ち受けていたのは困難の連続だった。メラニーの恋人、ジャレドはソウルに寄生されたメラニーを最早メラニーとは思っていなかった。ワンダラーを殺そうとするレジスタンス達。しかしメラニーの叔父や弟が2人を庇う。2人はメラニーの肉体の中にはワンダラー以外にもメラニーの精神が残っていると信じていたのだ。やがてワンダラーの優しく寛大で慈悲深い心持ちに触れたレジスタンス達は徐々に態度を和らげていく。その1人、イアンはワンダラーに想いを寄せ献身的に支えるようになる。メラニーに同調しジャレドを愛しく思っていたワンダラーだったが、次第にイアンと想いを通わせていく。だがメラニーはイアンを愛してはいなかった。ワンダラーはあくまで肉体に寄生しているだけ、本来の持ち主であるメラニーの意志を尊重すべきではないかと苦悩するワンダラー。またワンダラーは生活の中で、人間が残虐で征服されるのに値するという理解が間違っていたことを悟る。過ちを正し、肉体をメラニーに返すべきだと決心したワンダラーは、ソウルを殺さずに人類から取り出せば、人類をよみがえらせることができることとその方法をレジスタンスに伝え、自らは死を選ぶ。

## キャスト
役名 - 俳優 / 日本語吹替
- メラニー・ストライダー／ワンダラー（ワンダ） - シアーシャ・ローナン / 吉田聖子
- イアン・オシェイ - ジェイク・アベル / 須藤翔
- ジャレド・ハウ - マックス・アイアンズ / 四宮豪
- マギー・ストライダー - フランシス・フィッシャー / 伊沢磨紀
- ジェイミー・ストライダー - チャンドラー・カンタベリー / 大原桃子
- シーカー(捜索者)／レイシー - ダイアン・クルーガー / 葛城七穂
- ジェブ・ストライダー - ウィリアム・ハート / 長克巳
- カイル・オシェイ - ボイド・ホルブルック / 矢嶋友和
- ドク - スコット・ローレンス / 斉藤次郎
- シーカー・リード - スティーヴン・ライダー / 水越健
- シーカー・ソング - ジェイレン・ムーア
- シーカー・フォーズ - マーカス・ライル・ブラウン / 浅香准平
- ブラント - ムスタ・ファ・ハリス / 古川裕隆
- ウェス - ショーン・カーター・ピーターソン
- リリー - レーデン・グリア
- シーカー・サマーズ - デヴィッド・ハウス / 織部ゆかり
- ヒーラー・スカイ - アンドレア・フランクル / 吉田麻美
- ネイト - ボキーム・ウッドバイン
- ペット／ワンダラー（ワンダ） - エミリー・ブラウニング（ノンクレジット）